# Журик Олександр Олександрович
Олександр Олександрович Журик (біл. Аляксандр Аляксандравіч Журык; 29 травня 1975, м. Мінськ, СРСР) — білоруський хокеїст, захисник. Заслужений майстер спорту Республіки Білорусь (2002).
Вихованець хокейної школи «Юність» (Мінськ), тренер — Б. Косарев. Виступав за: «Тівалі» (Мінськ), «Кінгстон Фронтенакс» (ОХЛ), «Кейп-Бретон Ойлерс» (АХЛ), «Гамільтон Бульдогс» (АХЛ), «Динамо» (Москва), «Авангард» (Омськ), «Крила Рад» (Москва), «Спартак» (Москва), ЦСКА (Москва), «Хімік» (Воскресенськ), ХК МВД, «Юність» (Мінськ), «Динамо» (Мінськ), МХК «Крила».
У складі національної збірної Білорусі провів 130 матчів (10+27); учасник зимових Олімпійських ігор 1998 і 2002 (14 матчі, 0+1), учасник чемпіонатів світу 1999, 2001, 2002 (дивізіон I), 2003, 2005, 2006, 2007 і 2008. У складі молодіжної збірної Білорусі учасник чемпіонату світу 1995 (група CI).
Досягнення
- Срібний призер чемпіонату Росії (1999, 2001)
- Чемпіон Білорусі (2005, 2007), срібний призер (2006), бронзовий призер (2008)
- Володар Кубка Білорусі (2005, 2006).